# Пантеїзм
Пантеїзм (англ. pantheism, грецьке: παν — усе і θεός — Бог) — філософська доктрина, яка стверджує, що Всесвіт є ідентичним з Богом; редукція Бога до Всесвіту або Всесвіту до Бога. Іншими словами, пантеїзм — це вірування чи вчення, яке представляє природний світ, включно з людиною, частиною божества.
Термін «пантеїст» запровадив англійський філософ Джон Толанд (1705), а термін «пантеїзм» — його противник, нідерландський теолог Жак де ла Фай (1709).
Пантеїзм є панівною тенденцією в індуїзмі, даосизмі та дзен-буддизмі. Традиційні християнство та іслам його відкидають, водночас певною мірою він присутній у містичних течіях: відповідно, у споглядальному християнстві Майстера Екгарта та суфізмі. Фраза Спінози, яка прирівняла Бога до Всесвіту, а саме — Бог чи природа (лат. Deus sive natura) була популярним формулюванням цієї ідеї, яка мала певне поширення серед філософів 19-го століття. Симпатиками пантеїзму були теж романтичні поети, особливо Вордсворт.
У пантеїстичних концепціях нерідко ховалися натуралістичні тенденції, що розчиняють Бога в природі і підводили до матеріалізму, являючи собою вчення, опозиційні до панівного теїстичного релігійного світогляду. Іноді ж у форму пантеїзму вдягалися релігійно-містичні прагнення, що розчиняють природу в Бозі. У 1828 році, німецький філософ К. Краузе для позначення своєї ідеалістичної системи, щоб відрізнити її від системи натуралістичного і матеріалістичного пантеїзму, ввів термін «панентеїзм» (від грец. Pán en theó — все в Бозі). Відомі приклади химерного переплетення елементів обох типів пантеїзму у світогляді одного і того ж мислителя.
Пантеїстичні елементи були теж присутні в ранньому єврейському хасидизмі, так що деякі ранні історики хасидизму, особливо протягом епохи просвітництва, наполягали на характеризації хасидського вчення як пантеїстичного.

## Форми пантеїзму
Пантеїзм має такі основні форми:
- теомоністичний пантеїзм наділяє існуванням тільки Бога, позбавляючи світ самостійного буття (див. Акосмізм);
- фізіомоністичний пантеїзм, згідно з яким існує тільки світ, природа, яку прихильники цього напряму називають Богом, тим самим позбавляючи Бога самостійного існування (Оствальд, Геккель, Тен);
- трансцендентний (містичний) пантеїзм, який зазвичай позначають як панентеїзм;
- іманентно-трансцендентний пантеїзм, згідно з яким Бог здійснюється в речах (Спіноза, німецькі ідеалісти, Ґете, Шлейермахер, Ейкен).
- іманентний пантеїзм.

## Історія пантеїзму
Пантеїстичні ідеї містилися вже у давньоіндійських вченнях (особливо в брахманізмі, індуїзмі і в веданті), в давньокитайських вченнях (даосизм), у давньогрецькій філософії (Фалес, Анаксимандр, Анаксімен). Але, оскільки в цю епоху політеїзму ще не було поняття Бога як єдиного світового духу, зазначені погляди були одним з проявів гілозоїстичного (див. Гілозоїзм) бачення всього світу.
У середні віки, на відміну від юдаїзму, християнства та ісламу, з визначальним для них теїстичним розумінням Бога як особистості, який абсолютно підноситься над природою і людиною, пантеїзм (зазвичай віднесений до філософії неоплатонізму) розвивав вчення про безликий світовий дух, який прихований в самій природі. Пантеїсти європейського і близькосхідного середньовіччя спиралися на неоплатонічні вчення про еманації. На противагу теїстичним уявленням про божественне створення світу з «нічого», пантеїсти розвивали концепції позачасового «породження» природи безособовим богом. Релігійний пантеїзм яскраво представлений в системі Іоанна Скота Еріугени. Одну з перших матеріалістичних формулювань пантеїзму дав Давид Дінанский, який стверджував, що матерія, розум і бог — одне й те саме. Опозиційні за відношенням до католицької церкви етичні та соціальні висновки з пантеїстичних поглядів, подібні до Еріугени, зробили на початку 13 ст. амальрікани. Містицизм, який тяжіє до пантеїзму, знайшов своє типове вираження в поглядах І. Екхарта.

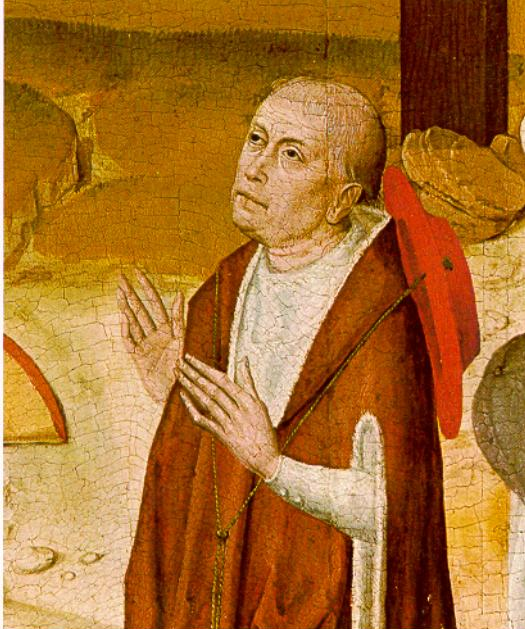
Микола Кузанський

Натуралістичні тенденції пантеїзму з дедалі більшою силою почали проявлятися в епоху Відродження. Одним з перших прийшов до пантеїзму Микола Кузанський. Розглядаючи Бога як «безкінечний максимум» і наблизивши його до природи як «обмеженого максимуму», він сформулював ідею нескінченності Всесвіту. Розквіт пантеїзму в Західній Європі відноситься до 16 — початку 17 ст., коли він ліг в основу більшості натурфілософських вчень, що протистояли креаціонізму панівних монотеїстичних релігій (особливо у італійських філософів Дж. Кардано, Ф. Патріція, Т. Кампанелли, Дж. Бруно) . У цих вченнях бог, що залишався нескінченним незримим абсолютом, все повніше зливався з природою, поки не став по суті її псевдонімом у Бруно. Його тезу: «…природа … є не що інше, як Бог в речах» і вчення про єдину субстанцію, що лежить в основі як матеріальних, так і духовних явищ, слід розцінювати вже як матеріалізм.

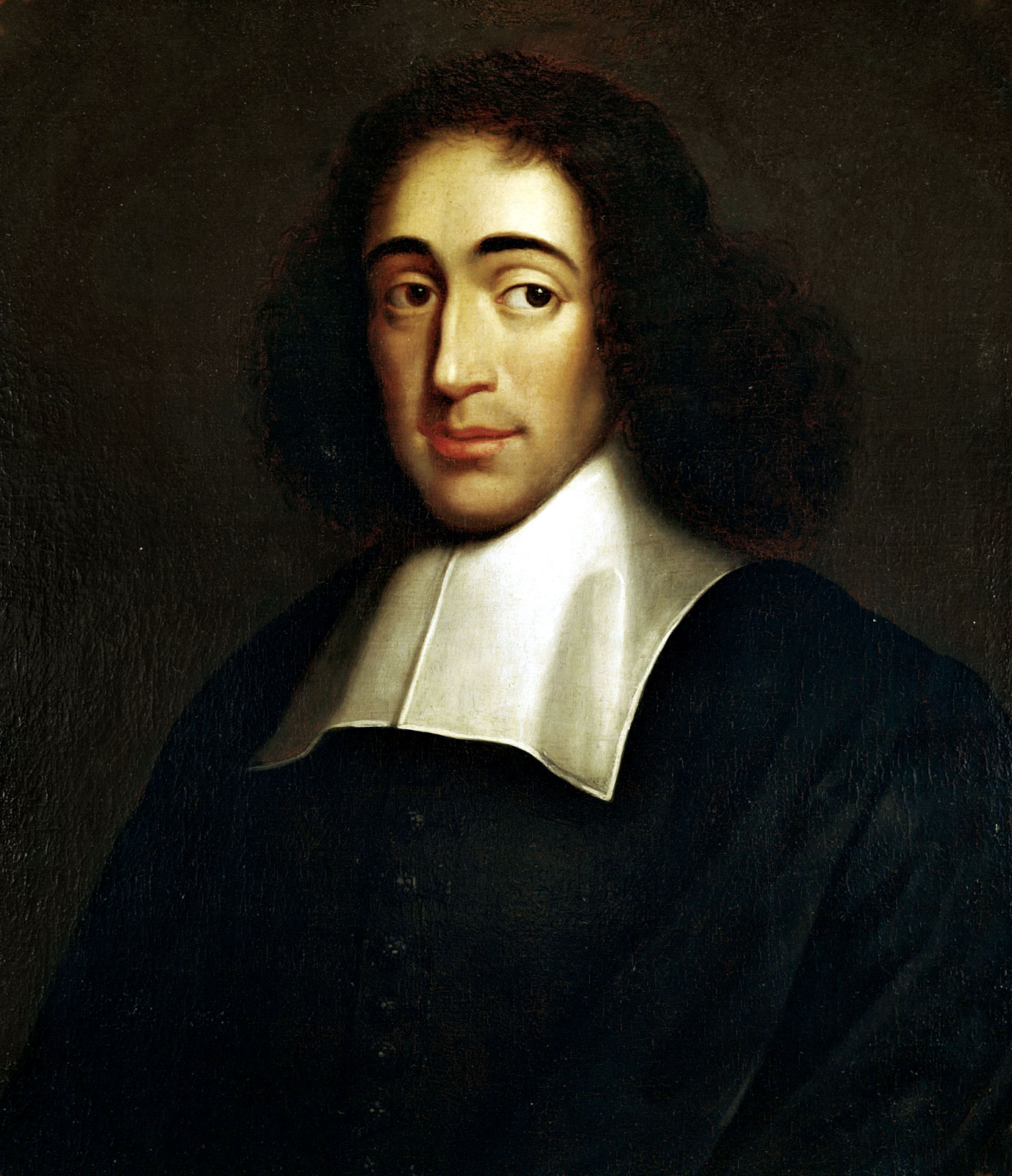
Борух Спіноза

З іншого боку, пантеїзм, «…місцями дотичний навіть з атеїзмом» (Ф. Енгельс), склав основу світогляду вождя народної Реформації в Німеччині Т. Мюнцера, а також анабаптистів. Надалі, коли у ряді країн Західної Європи перемогли різні протестантські віросповідання, пантеїстична містика продовжувала залишатися основним руслом, яким прямувало невдоволення омертвілими формами релігійності. У Німеччині 16-17 ст. найвидатнішими представниками пантеїстичної містики були С. Франк, В. Вейгель, Я. Беме і поет-філософ Йоганн Шефлер (Ангелус Сілезіус). У Нідерландах 17 ст. існували секти, які тяжіли до пантеїзму. Найвпливовішими з них були меноніти і колегіанти. До останніх був близький Б. Спіноза, який, спираючись на традицію пантеїзму, розробив матеріалістичну філософську систему, в якій поняття «бог» ототожнене з поняттям «природа».
У 18 ст. пантеїстичні погляди розвивали під впливом Спінози і В. Ґете, і Г. Гердер, які, на противагу механіцизму французьких матеріалістів 18 ст., прагнули розробити органічно-гілозоістичні елементи спінозизму. Філософські системи таких німецьких ідеалістів, як Ф. В. Шеллінг і Г. Геґель, за словами Енгельса «… намагалися пантеїстично примирити протилежність духу і матерії».
|  | «Пантеїзм — перш за все, форма атеїзму» (Артур Шопенгауер). |

## Сприйняття пантеїзму

### Релігійно-філософські течії, які визнають пантеїзм
- Язичництво
- Епікурейство
- Стоїцизм
- Суфізм
- Масонство
- Натурфілософія
- Толстовство
- Хлисти
- Німецька класична філософія
- Перипатетики
- Агностицизм
- Нью-ейдж
- Джедаїзм

### Мислителі, які визнають пантеїзм
- Джордано Бруно
- Джуліо Чезаре Ваніні
- Давид Динанский
- Томмазо Кампанелла
- Микола Кузанський
- Парменід
- Йоан Скот Еріугена
- Бенедикт Спіноза
- Джон Толанд
- Толстой Лев Миколайович
- Іммануїл Герман Фіхте
- Філон Александрійський
- Людвіг Феєрбах
- Фалес
- Сковорода Григорій Савич
- Альберт Ейнштейн

### Критика і заперечення пантеїзму
- Християнство
- Іслам
- Атеїзм

В 1865 р. папа Пій IX, автор «Силабуса» — «Списку найважливіших оман нашого часу», піддав пантеїзм анафемі.